# 雷森維爾鎮區 (密歇根州)
雷森維爾鎮區（英語：Raisinville Township）是位於美國密歇根州門羅縣的一個行政鎮區。

## 地方資料
雷森維爾鎮區的面積為125.72平方千米，當中陸地面積為124.68平方千米，而水域面積為1.04平方千米。根據2020年美國人口普查的數據，當地共有人口5903人，而人口密度為每平方千米46.95人。